# Luís Marques Mendes
Luís Marques Mendes, portugalski politik, * 5. september 1957, Guimarães.
Mendes je predsednik Socialdemokratske stranke Portugalske (od leta 2005).